# St. Marien (Haindorf/Weimarer Land)

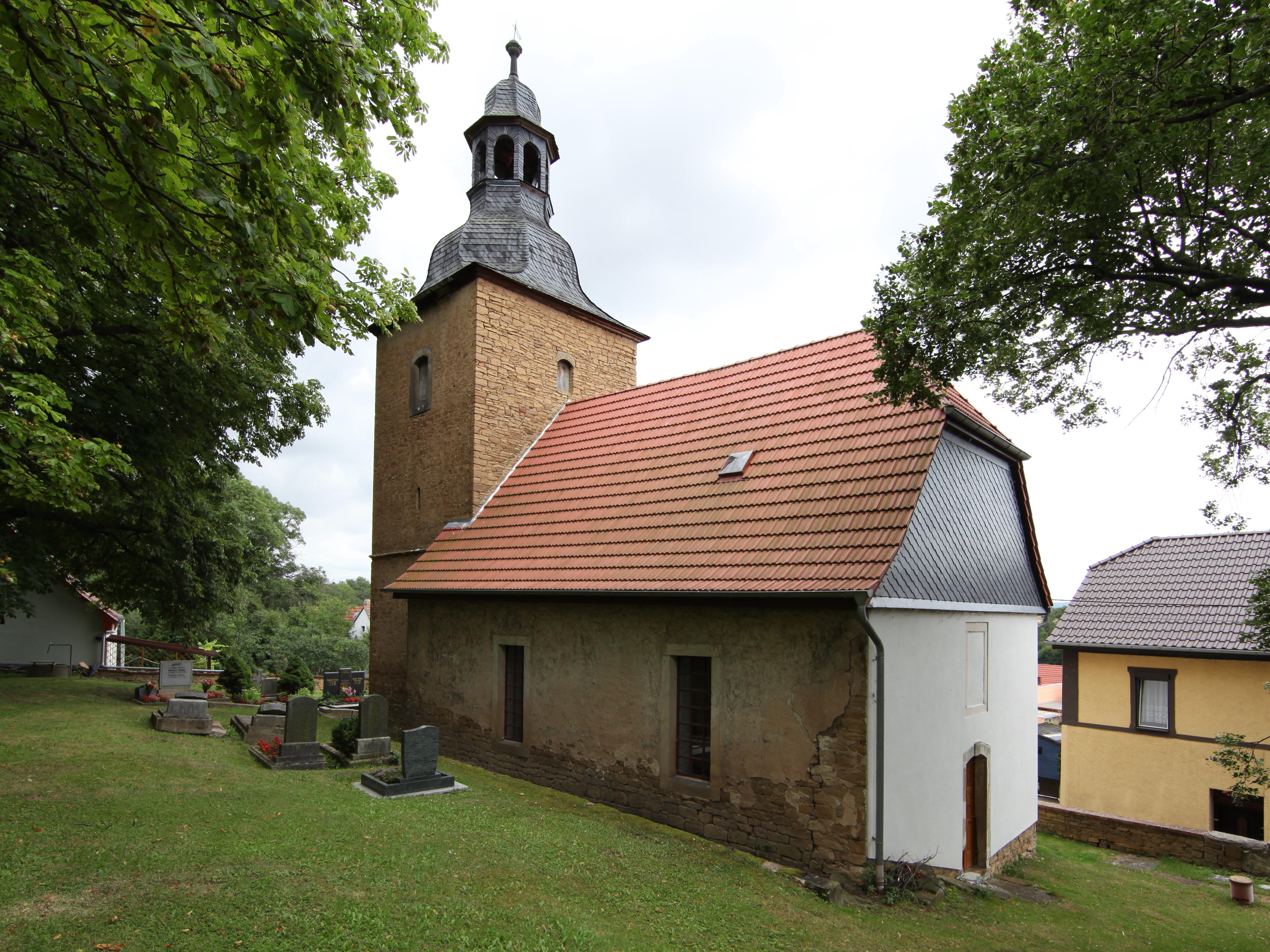
Haindorf, St. Marien

Die evangelisch-lutherische Dorfkirche St. Marien steht erhöht in Haindorf, einem Ortsteil der Landgemeinde Am Ettersberg im Landkreis Weimarer Land in Thüringen. Die Kirche St. Marien gehört zur Kirchengemeinde Krautheim-Haindorf des Pfarrbereichs Buttelstedt im Kirchenkreis Apolda-Buttstädt der Evangelischen Kirche in Mitteldeutschland.

## Beschreibung
Die Saalkirche mit Chorturm ist mittelalterlichen Ursprungs. Sie wurde aus Bruchsteinen errichtet und ist nur teilweise verputzt. In der 2. Hälfte des 17. Jahrhunderts wurde das Kirchenschiff umgebaut. Es wurde mit einem Krüppelwalmdach bedeckt. 1788 erhielt der Turm ein Obergeschoss mit einer geschweiften Haube, auf der eine offene Laterne sitzt. Eine Glocke ist von 1889, eine weitere Glocke wurde zu Ehren der im Ersten Weltkrieg Gefallenen gegossen.
1994 wurden das flache hölzerne Tonnengewölbe und die zweigeschossigen Emporen renoviert. Der Kanzelaltar und der Orgelprospekt sind aus der 1. Hälfte des 18. Jahrhunderts. Die Orgel mit 14 Registern, verteilt auf 2 Manuale und Pedal, wurde 1848 von August Witzmann gebaut.